# Chaim Leib Shmuelevitz
Chaim Leib Shmuelevitz (3 octobre 1902, Kaunas, Lituanie- 2 janvier 1979, Jérusalem, Israël) est un rabbin israélien, d'origine lituanienne, Rosh yeshiva de la Yechiva de Mir, pendant 40 ans, en Pologne, en Chine, et à Jérusalem, en Israël.

## Biographie
Chaim Leib Shmuelevitz,, est né le 3 octobre 1902 (le 2e jour de Roch Hachana 5663) à Kaunas en Lituanie. Il est le fils du rabbin  Refoel Alter Shmuelevitz et de Ettel Horowitz. Cette dernière est la fille du rabbin Yosef Yozel Horwitz, connu comme le Alter (le "Vieux"), dans un sens affectif, de la yechiva de Novardok. À sa Brit Milah, le sandaq est le rabbin Yitzchak Blazer, connu comme Reb Itzele Petersburger, un des leaders du Mouvement du Moussar, un disciple du rabbin Israel de Salant. Il a un frère plus jeune, Shlomo Shmuelevitz et deux sœurs: Gittel Waldshan - Finkel et Faigel Putchinsky.
La famille Shmuelevitz s'installe à Chtchoutchyn, en Biélorussie. Jusqu'à l'âge de 16 ans, il reçoit son éducation juive de son père. Ce dernier qui est le Rosh yeshiva de la Yechiva Shaarei Torah de Hrodna (Yechiva de Grodno), en Pologne, aujourd'hui en Biélorussie, meurt subitement en 1919. Peu de temps après sa mère meurt également.
A la tête de la Yechiva Shaarei Torah, le rabbin Shimon Shkop remplace le rabbin Refoel Alter Shmuelevitz, le père de Chaim Leib Shmuelevitz. Ce dernier devient proche du rabbin Shimon Shkop. Il reste 4 ans à Hrodna.

### Yechiva de Mir
Chaim Leib Shmuelevitz va ensuite étudier à la Yechiva de Mir, en Pologne. Il a 22 ans. Il étudie avec le Rosh yeshiva, Eliézer Yehouda Finkel.
Il épouse  Chana Miriam Finkel, la fille de Eliézer Yehouda Finkel, le 3 janvier 1930 (3 Tevet 5690).
À l'âge de 31 ans, il devient un maggid shiur.

### Kobe
Avec le déclenchement de la Seconde Guerre mondiale, la yechiva de Mir quittent Mir et vont à Vilnius. Ils y restent environ 2 mois, puis s'établissent en 1940 à Keidan en Lituanie. Ils sont expulsés, 7 mois plus tard, par les autorités communistes. La yechiva se divise en 4 groupes, chacun incluant entre 80 et 100 étudiants. Vers la fin de 1940, les étudiants de la yechiva obtiennent de Chiune Sugihara des visas pour aller au Japon en passant par la Sibérie et Vladivostock.

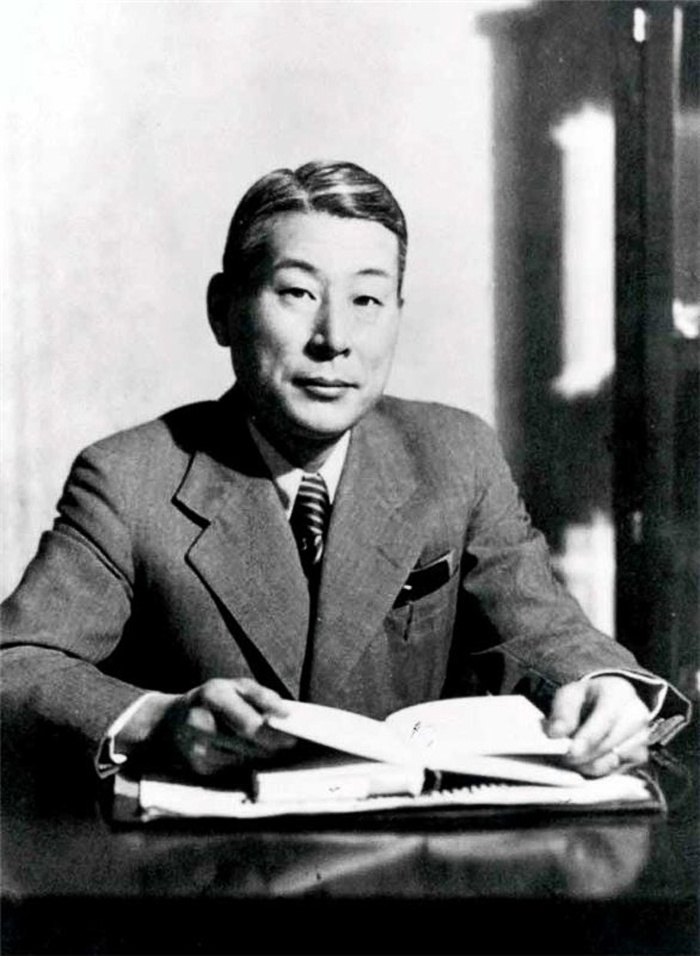
Chiune Sugihara, consul général japonais en poste à Kaunas, malgré les politiques de son pays, a délivré des milliers de visas aux Juifs

## Œuvres
- (en) Sichos Mussar: Reb Chaim's Discourses: The Shmuessen of the Mirer Rosh Yeshiva, Rabbi Chaim Shmuelevitz. Brooklyn: Mesorah Publications, 1999.  (ISBN 0899069436)